# Pena de muerte en Bolivia
La pena de muerte ha sido abolida en Bolivia. Fue abolida para los delitos comunes en 1997 y para todos los delitos en 2009. La última ejecución en Bolivia fue la de Melquiades Suxo Quispe el 30 de agosto de 1973 por los delitos de violación, tortura y asesinato.
Bolivia votó a favor de la moratoria de las Naciones Unidas sobre la pena de muerte ocho veces seguidas, en 2007, 2008, 2010, 2012, 2014, 2016, 2018 y 2020. Además, Bolivia es Estado parte del Segundo Protocolo Facultativo del Pacto Internacional de Derechos Civiles y Políticos. Se adhirió al tratado el 12 de julio de 2013.